# Processionskors

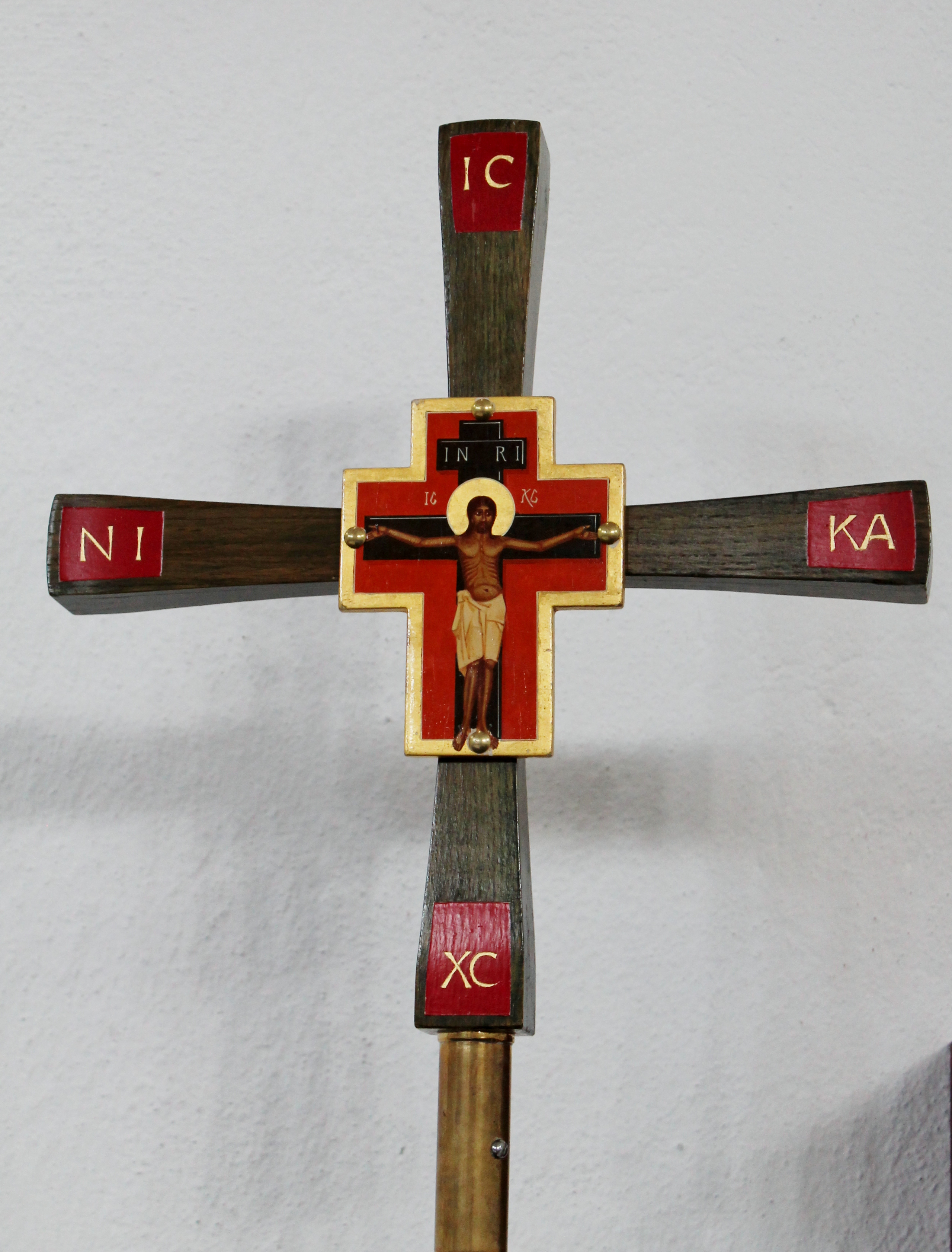
Processionskrucifixet i Två Systrars kapell, Kalmar.

Processionskors är ett kors eller krucifix monterat på en stång som bärs vid kyrkliga processioner.
Redan under 300-talet fanns kors på stänger. Kors burna i procession är belagda från 500-talet. De äldsta korsen var tillverkade av metall med graverade eller skulpterade bilder. Under senmedeltiden utformades korsen ofta som ett krucifix. Bruket att bära processionskors vid kyrkliga processioner återupptogs  på nytt under 1900-talet inom Svenska kyrkan.